# Sant Josep de sa Talaia
Sant Josep de sa Talaia, o també Sant Josep de la Talaia, és un municipi de l'illa d'Eivissa, on està situat l'aeroport de l'illa, conegut com a aeroport des Codolar. El puig més alt de l'illa és sa Talaia de Sant Josep, de 475 m d'altitud. També és el municipi que més platges té de l'illa, amb 84 km de costa des de la vila d'Eivissa fins a la vila de Sant Antoni de Portmany a la part de ponent. També s'hi troba el parc natural de ses Salines i el de Cala d'Hort.
Els habitants del poble de Sant Josep són coneguts com a "josepins" i "josepines"; encara que hi ha quatre pobles més: agustinenc o agustiner a Sant Agustí, jordier a Sant Jordi, saliner a Sant Francesc. Un josepí il·lustre és el cantant Gerard Quintana que hi ha fixat la seva residència.
El municipi es correspon amb l'antic Quartó de ses Salines que va correspondre a Guillem de Montgrí al repartiment de l'illa després de la conquesta de l'any 1235. La zona era anomenada pels musulmans Algarb.
Amb els decrets de Nova Planta de 1716 se suprimeixen els organismes territorials i tota l'illa passa al nou Ajuntament d'Eivissa.
Són les Corts de Cadis, el 1812, que reorganitzen el territori i es crea l'Ajuntament de San José Obrero. Amb la Llei 3/1986, de normalització lingüística de les Illes Balears, es recupera la toponímia en la seva forma catalana, vigent actualment. L'any 2000 l'Ajuntament recupera la divisió tradicional en parròquies i véndes:
- Sant Agustí des Vedrà:
  - D'enllà Torrent
  - D'ençà Torrent
- Sant Josep de sa Talaia:
  - Sa Talaia
  - Benimussa
  - Cas Serres
  - Cas Marins
- Es Cubells
  - Cala d'Hort
  - Es Cubells
  - La Flota
  - Davall Sa Serra
- Sant Jordi de ses Salines
  - L'Horta
  - Cas Costes
  - Es Racó
- Sant Francesc de s'Estany

| Entitat de població       | Habitants |
| ------------------------- | --------- |
| Cubells, es               | 841       |
| Sant Agustí des Vedrà     | 10.402    |
| Sant Francesc de s'Estany | 1.386     |
| Sant Jordi de ses Salines | 10.288    |
| Sant Josep de sa Talaia   | 2.757     |
| Font: IBESTAT             |           |

- - Es Racó des Jondal
  - Can Llaudis
  - Sa Sal Rossa
  - La Revista
  - La Canal

## Geografia

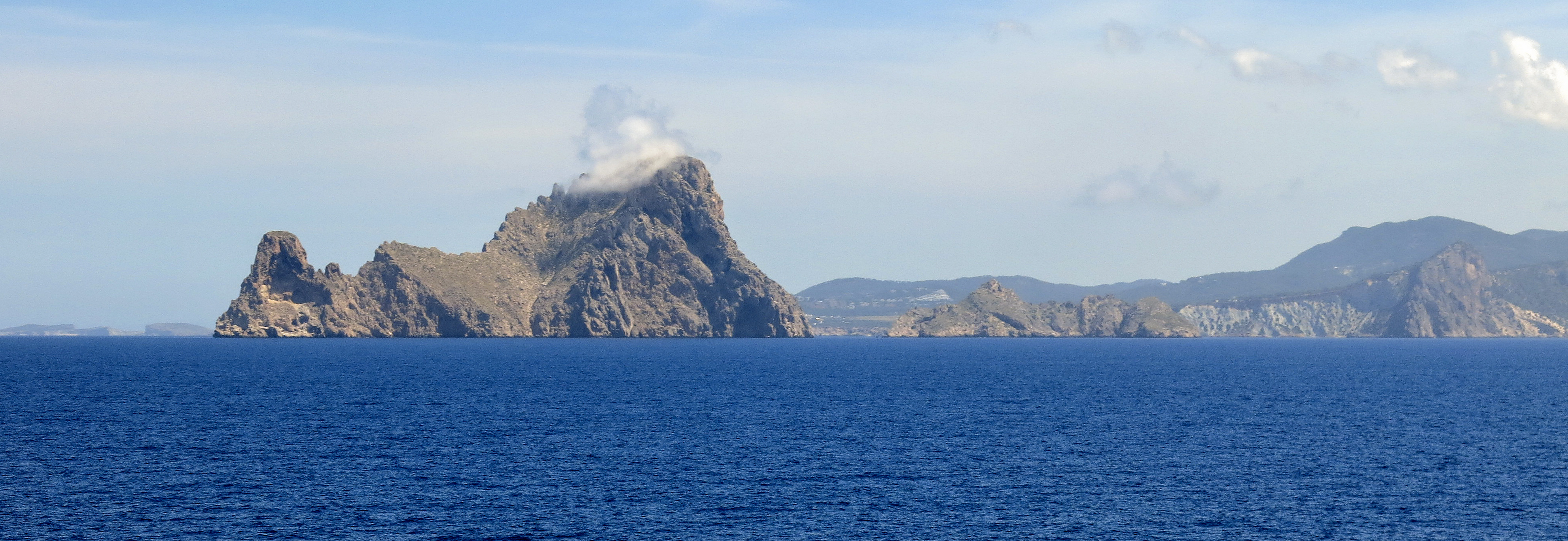
Formen part del municipi Es Vedrà, amb una altitud de 382 m i Es Vedranell, de 99 m d'altura

El relleu no és molt accidentat a l'illa d'Eivissa, però a Sant Josep de sa Talaia a més de sa Talaia de Sant Josep s'hi troben formacions muntanyoses com:
- Puig Negre (362 m), situat a Es Cubells, al nord-oest de la vénda de la Flota.[2]
- Puig Redó (100 m), situat a Sant Agustí des Vedrà, a la vénda de Deçà Torrent.
- Puig Redó (Es Cubells) (166 m). Dalt del turó s'hi troben les restes d'una fortificació prehistòrica.
- Puig Redó (Sant Francesc de s'Estany) (56 m), situat al nord de la cala Recuita.[3]
- Es Pujolet (123 m), situat entre el puig de ses Rotes i el puig de Mar.[4]
- Puig Gros. (419 m), situat al sud de l'illa, a la serra Grossa. És un dels cims més elevats d'Eivissa.[5]
- Puig Pelat (Sant Josep de sa Talaia) (165 m), situat entre la cala Vedella i la cala Carbó.[6]
- Pujolet Pla (160 m). És a ponent de la serra de sa Guarda, a la vénda de Dellà Torrent.[7]
- Pujolet de sa Casa de sa Guarda (56 m), situat a la costa, a la zona de cala Vedella.[8]
- Pujolet de ses Abelles (148 m), ubicat entre els dos camins de la vénda de Benimussa.[9]

## Persones destacades
- Bartomeu Marí i Ribas, actual director del MACBA.
- Josep Ribas Ribas, sacerdot i diputat a les Corts de Cadis.